# Turraea rhombifolia
Turraea rhombifolia là một loài thực vật có hoa trong họ Meliaceae. Loài này được Baker mô tả khoa học đầu tiên năm 1886.